# Gare de Kameyama (Mie)
La gare de Kameyama (亀山駅, Kameyama-eki) est une gare ferroviaire de la ville de Kameyama, dans la préfecture de Mie au Japon. Elle est exploitée conjointement par les compagnies JR Central et JR West.

## Situation ferroviaire
La gare de Kameyama est située au point kilométrique (PK) 59,9 de la ligne principale Kansai. Elle marque le début de la ligne principale Kisei.

## Histoire
La gare a été inaugurée le 25 décembre 1890.

## Services aux voyageurs

### Accès et accueil
La gare dispose d'un bâtiment voyageurs, avec guichet, ouvert tous les jours.

### Desserte
- Ligne principale Kansai :
  - voies 1 et 2 : direction Nagoya

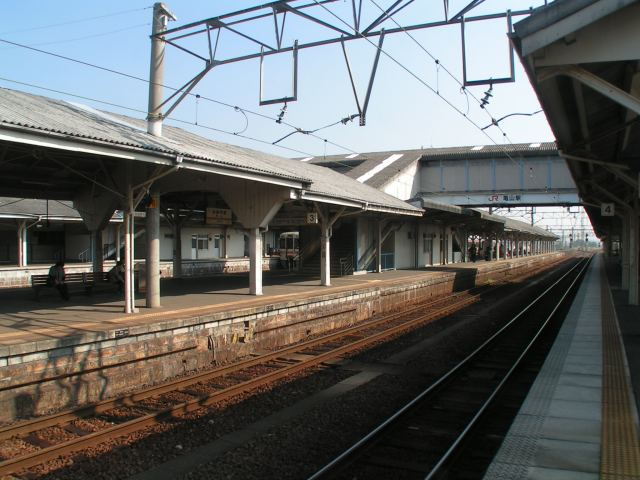
Vue des quais de la gare

  - voies 3 et 4 : direction Iga-Ueno et Kamo
- Ligne principale Kisei :
  - voies 4 et 5 : direction Tsu et Iseshi